# Cal Crutchlow
Cal Crutchlow (sinh ngày 29 tháng 10 năm 1985) là một tay đua MotoGP người Anh. Crutchlow từng nhiều lần giành chiến thắng chặng đua MotoGP. Mùa giải 2021, anh là tay đua thử xe của đội Yamaha.

## Sự nghiệp
Trước năm 2011, Crutchlow tranh tài ở các giải đua Sportbike và Superbike. Từ năm 2011, anh chuyển sang giải đua MotoGP. Trong ba năm đầu tiên (2011-2013) Crutchlow thi đấu cho đội đua Tech 3 Yamaha, anh có hai lần giành pole và sáu lên bước lên bục podium.
Năm 2014, Crutchlow đua một mùa giải cho đội đua Ducati. Thành tích cao nhất của anh là vị trí thứ ba ở chặng đua Aragon.
Năm 2015, Crutchlow chuyển sang đội đua LCR Honda. Ngay lập tức anh đã lên podium ở chặng đua Argentina. Crutchlow sau đó để ngã rất nhiều ở đầu mùa giải 2016, nhưng sau kỳ nghỉ hè anh lại tỏa sáng với chiến thắng đầu tiên trong sự nghiệp ở GP Séc. Ngay ở chặng đua sau đó là chặng đua sân nhà ở Silverstone, Crutchlow giành pole và đã về nhì. Cuối mùa giải, anh còn giành thêm một chiến thắng nữa ở GP Úc. Năm 2017 thì Crutchlow chỉ có thêm một podium ở Argentina.
Năm 2018 và 2019, Crutchlow là một trong hai tay đua của Honda có thể lên podium (người còn lại là Marc Marquez). Ở đầu mùa giải 2018 Cal Crutchlow đã chiến thắng bất ngờ ở chặng đua GP Argentina, nhưng ở cuối mùa giải thì anh lại bị chấn thương nặng ở Úc, phải nghỉ thi đấu ba chặng đua cuối cùng. Sang năm 2019, Crutchlow giành thêm 3 podium nữa.
Năm 2020, do bị chấn thương nên Crutchlow không thể tham gia ba chặng đua ở các trường đua Jerez và trường đua Misano. Anh cũng không có được kết quả cao ở các chặng đua còn lại, vì thế đã không được đội đua LRC Honda gia hạn hợp đồng.
Năm 2021, Crutchlow trở thành tay đua thử xe của đội đua Yamaha. Do Franco Morbidelli bị thương và Maverick Vinales rời đội nên Crutchlow được phép đua thay họ ở bốn chặng đua.

## Thống kê thành tích
| Năm   | Giải đua | Xe                      | Đội đua                      | Số xe | Số chặng | Chiến thắng | Podium | Pole | FLap | Điểm | Hạng  |
| ----- | -------- | ----------------------- | ---------------------------- | ----- | -------- | ----------- | ------ | ---- | ---- | ---- | ----- |
| 2011  | MotoGP   | Yamaha YZR-M1           | Monster Yamaha Tech 3        | 35    | 16       | 0           | 0      | 0    | 0    | 70   | 12th  |
| 2012  | MotoGP   | Yamaha YZR-M1           | Monster Yamaha Tech 3        | 35    | 18       | 0           | 2      | 0    | 1    | 151  | 7th   |
| 2013  | MotoGP   | Yamaha YZR-M1           | Monster Yamaha Tech 3        | 35    | 18       | 0           | 4      | 2    | 0    | 188  | 5th   |
| 2014  | MotoGP   | Ducati Desmosedici GP14 | Ducati Team                  | 35    | 17       | 0           | 1      | 0    | 0    | 74   | 13th  |
| 2015  | MotoGP   | Honda RC213V            | CWM LCR Honda                | 35    | 18       | 0           | 1      | 0    | 0    | 125  | 8th   |
| 2016  | MotoGP   | Honda RC213V            | LCR Honda                    | 35    | 18       | 2           | 4      | 1    | 3    | 141  | 7th   |
| 2017  | MotoGP   | Honda RC213V            | LCR Honda                    | 35    | 18       | 0           | 1      | 0    | 0    | 112  | 9th   |
| 2018  | MotoGP   | Honda RC213V            | LCR Honda                    | 35    | 15       | 1           | 3      | 1    | 0    | 148  | 7th   |
| 2019  | MotoGP   | Honda RC213V            | LCR Honda Castrol            | 35    | 19       | 0           | 3      | 0    | 0    | 133  | 9th   |
| 2020  | MotoGP   | Honda RC213V            | LCR Honda Castrol            | 35    | 11       | 0           | 0      | 0    | 0    | 32   | 18th  |
| 2021  | MotoGP   | Yamaha YZR-M1           | Petronas Yamaha SRT          | 35    | 2        | 0           | 0      | 0    | 0    | 0    | 27th* |
| 2021  | MotoGP   | Yamaha YZR-M1           | Monster Energy Yamaha MotoGP | 35    | 2        | 0           | 0      | 0    | 0    | 0*   | 27th* |
| Total | Total    | Total                   | Total                        | Total | 172      | 3           | 19     | 4    | 4    | 1174 |       |